# Тарханейоти
Тарханейоти або Тарханеоти (грец. Ταρχανειώτης) — аристократичний рід Східної Римської імперії (Візантії) з Адріанополя, яка правила з кінця X до XIV століття. Серед представників роду було також багато воєначальників. З XV століття деякі його представники діяли в Італії, тоді як інша гілка родини переселилася до Московії разом із Софією Палеолог, де їхня назва була русифікована на Траханіот (Траханіотових). Рід відомий до кінця XVII ст.

## Історія
Походження родини невідоме. Є припущення, що їхня назва походить від села Тарханеон у Фракії. Інша версія веде походження з Кавказу.
Перший представник роду відомий як Григорій Тарханейот, катепана Італії у 998—1006 роках. Інші представники роду займали високі військові посади протягом XI століття в Східній Римській імперії (Візантії). У конфлікті між анатолійською військовою аристократією та константинопольською цивільною бюрократією Тарханейоти виступили на боці останньої. Через це після 1081 року Комніни не довіряли їм і втратили свій вплив у 12 столітті. Вони відновили своє становище в Нікейській імперії, де Никифор Тарханейот довго служив Великим Домістом (головнокомандуючим армією). Він і його сини були тісно пов'язані з династією Палеологів через шлюбні зв'язки.

## Відомі представники
- Андронік Тарханейот(інші мови), Андронік Палеолог Тарханейот (грец. Ανδρόνικος Παλαιολόγος Ταρχανειώτης; 1238—1283) — політичний діяч Візантійської імперії.
- Никифор Тарханейот(інші мови) (грец. Νικηφόρος Ταρχανειώτης; нар. до 1237) — військовий діяч Візантійської імперії. Належав до знатного роду Тарханейотів.
- Іоанн Палеолог Тарханейот(інші мови) (грец. Ἰωάννης Ταρχανειώτης; нар. до 1259) — військовий діяч Візантійської імперії.
- Михайло Тарханейот(інші мови), Михайло Палеолог Тарханейот (грец. Μιχαήλ Παλαιολόγος Ταρχανειώτης; нар. до 1284) — військовий діяч Візантійської імперії.